# Mainz-Marienborn

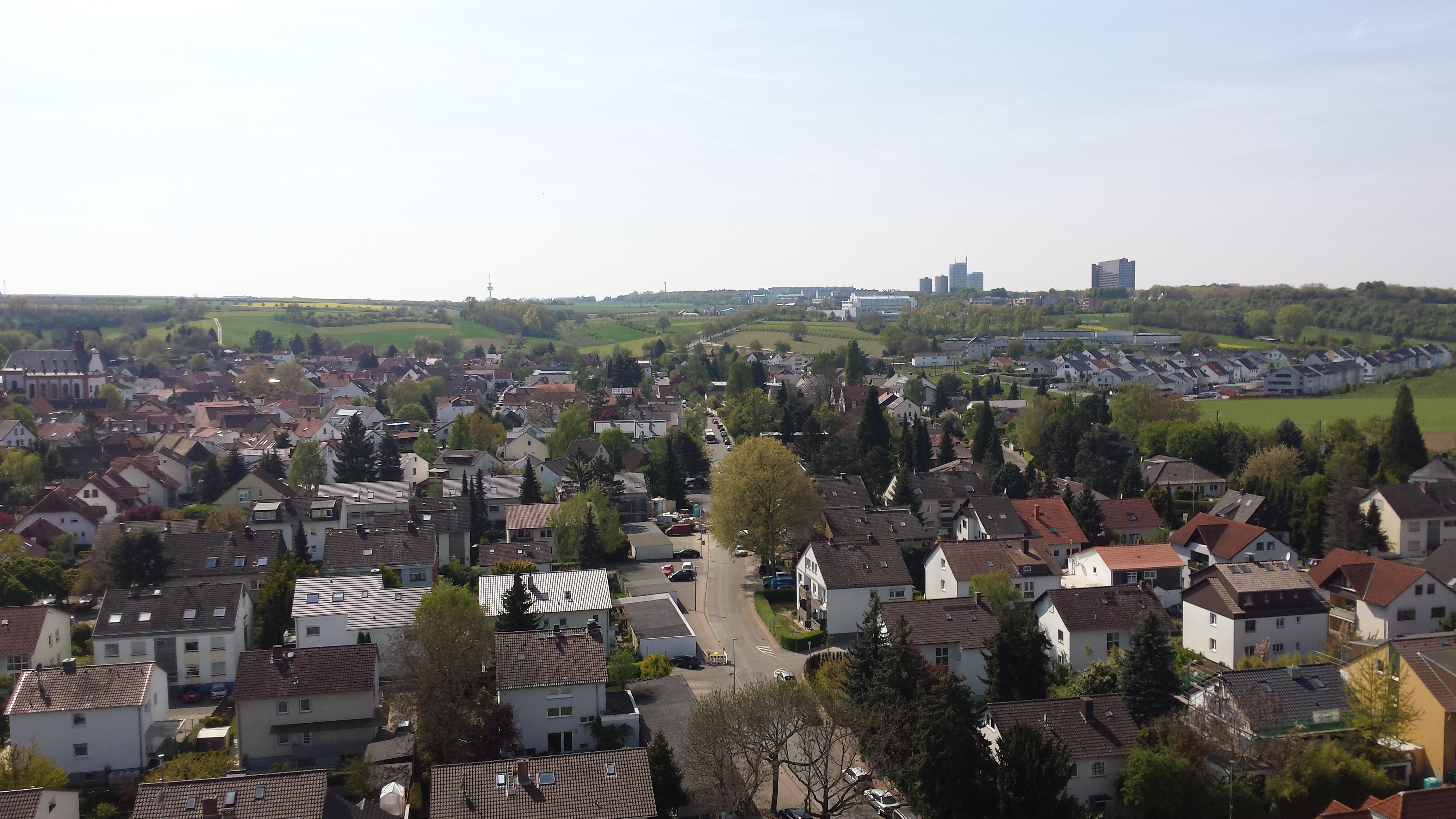
Blick auf Marienborn.
Im Hintergrund von links nach rechts: Fernmeldeturm Ober-Olm, Mainz-Lerchenberg und das ZDF (Hochhaus)

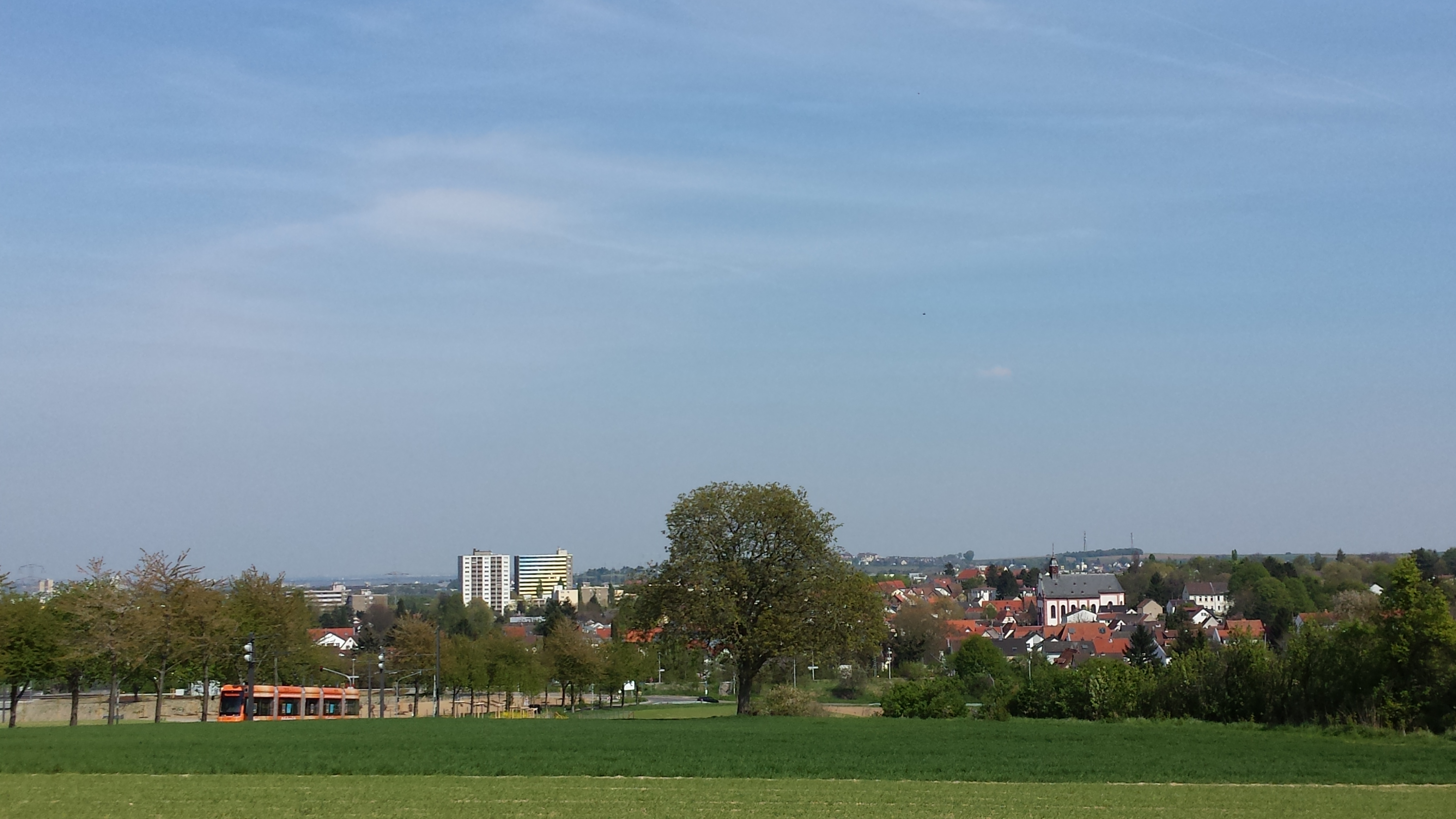
Westblick auf Marienborn, Höhe Marienborner Bergweg

Marienborn ist ein Ortsbezirk der rheinland-pfälzischen Landeshauptstadt Mainz. Mit rund 4500 Einwohnern (Hauptwohnsitz) ist er der nach Drais zweitkleinste Mainzer Stadtteil.

## Nachbarstadtteile und -gemeinden
Folgende Gemeinden bzw. Mainzer Stadtteile grenzen im Uhrzeigersinn an Marienborn:
im Norden Mainz-Bretzenheim, im Osten Mainz-Hechtsheim, im Süden Klein-Winternheim, im Südwesten Ober-Olm und im Westen Mainz-Lerchenberg.

## Geschichte
Nachdem bereits früh eine gut ausgebaute römische Straße nach Gallien nebst römischen Villen existierte, wurden erst im 10. Jahrhundert größere Rodungen getätigt, um Siedlungen anzulegen. Erzbischof Willigis (ca. 940-1011), Erbauer des Doms und der Stephanskirche in Mainz, ließ in Marienborn eine Kapelle errichten, die ab 1317 Ziel von Wallfahrern wurde. Das Gnadenbild der „Trösterin der Betrübten“ stammt aus der Zeit um 1420/30. Frühe überlieferte Namen von Marienborn sind Brunnon, Burne und Born (mhd. „Quelle“). Mitte des 17. Jahrhunderts wird zum ersten Mal der Name Mariäborn, 1685 Marienborn genannt.

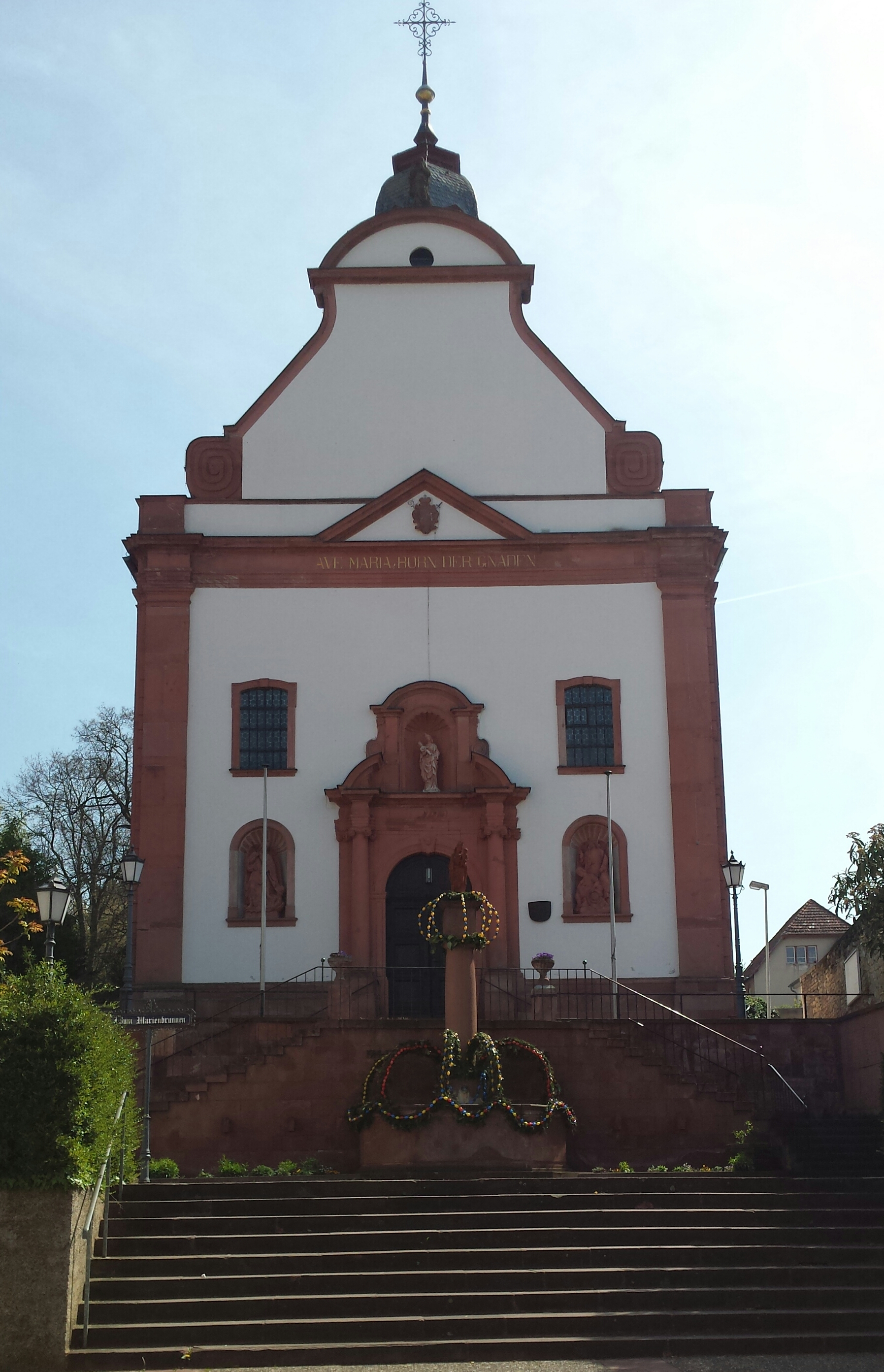
Wallfahrtskirche St. Stephan,
April 2017

Ab 1729 wurde die Dorfkirche mit barockem Innern errichtet und am 31. August 1760 durch Weihbischof Christoph Nebel geweiht.
Im 18. und 19. Jahrhundert war Marienborn Bestandteil des Festungswalls rund um Mainz. Der Ort eignete sich dank seiner Lage am Fuße des rheinhessischen Plateaus ausgezeichnet als militärisches Hauptquartier; so auch 1793 bei der Belagerung und Zurückeroberung des von Frankreich besetzten Mainz durch ein preußisches Heer. Herzog Karl August von Weimar, dessen Truppen damals auch bei Marienborn lagen, hatte seinen Staatsminister Johann Wolfgang von Goethe mitgebracht, der vom 27. Mai bis zum 26. Juni hier die Kämpfe um die Stadt beobachtete. Rund dreißig Jahre später schrieb er seine Erlebnisse im Tagebuchstil in der „Belagerung von Mainz“ nieder. Auch der junge Heinrich von Kleist und der preußische General und Kriegstheoretiker Carl von Clausewitz hielten sich in diesem Jahr in Marienborn auf.
Am 7. Juni 1969 wurde Marienborn mit fünf weiteren Vororten in die Landeshauptstadt Mainz eingemeindet.

## Politik

### Ortsbeirat
Nach der Kommunalwahl 2024 verteilen sich die Sitze im Ortsbeirat wie folgt:
- ÖDP: 4 Sitze
- CDU: 4 Sitze
- SPD: 3 Sitze
- Grüne: 2 Sitze

Am 8. Juni 2014 wurde Claudius Moseler als erster ÖDP-Ortsvorsteher in der Geschichte der Stadt Mainz mit 50,9 % der Stimmen gewählt. Bei der Stichwahl am 16. Juni 2019 wurde Moseler mit 68,7 % und bei der Stichwahl am 23. Juni 2024 mit 58,1 % der abgegebenen Stimmen jeweils für eine weitere fünfjährige Amtszeit wiedergewählt.

### Wappen
Das Wappenbild zeigt einen Springbrunnen mit aufgesetzter Krone auf blauem Grund.

## Wirtschaft
Marienborn liegt in unmittelbarer Nähe zum ZDF auf dem benachbarten Lerchenberg und zum Forschungszentrum des Technologiekonzerns Schott. Popack Logistik betreibt seit 2004 eine Logistikhalle mit heute (2017) 20.000 Palettenstellplätzen direkt am Marienborner Bahnhof. Das Medienunternehmen VRM (ehemals Verlagsgruppe Rhein Main) liegt ebenfalls auf Marienborner Gemarkung, unweit des ZDF-Sendezentrums. Im Ort selbst, aber auch im Umfeld – wie beispielsweise der Marienborner Bergweg und um das Chausseehaus – dominieren Einflüsse der landwirtschaftlichen Nutzung. Die Region genießt einen guten Ruf für qualitativ hochwertiges Obst, insbesondere Äpfel, Zwetschgen, Birnen und Kirschen. Regionale Spezialität ist unter anderem ein Kirschwein sowie frisch gepresster Apfelsaft.

## Verkehr

### Straße
Marienborn liegt im Schnittpunkt der Autobahnen A 60 (Mainzer Autobahnring) und A 63 (Mainz–Kaiserslautern).
Mit Bus- und Straßenbahnlinien der MVG sind sowohl die Mainzer Innenstadt als auch die umliegenden Stadtteile gut erreichbar (Details zu den Linien siehe Infobox). Zum Fahrplanwechsel am 11. Dezember 2016 wurde eine neue Straßenbahn-Strecke vom Hauptbahnhof in Richtung Lerchenberg eingeweiht, die so genannte „Mainzelbahn“. Die neue Strecke wird von den Linien 51 (aus Finthen kommend) und 53 (aus Hechtsheim kommend) befahren und verbindet Marienborn sowohl mit dem Hauptbahnhof als auch der Universität.

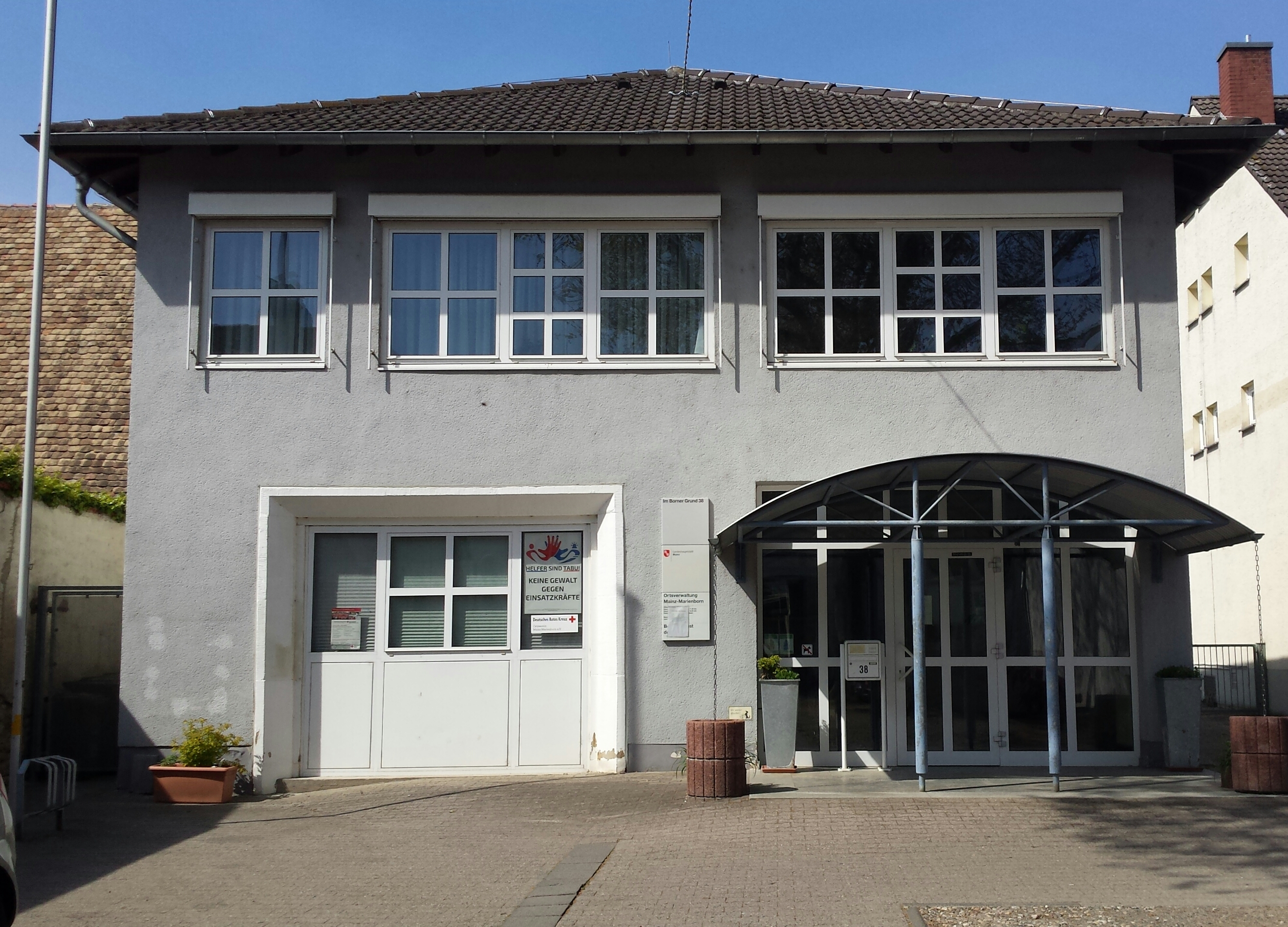
Marienborner Ortsverwaltung
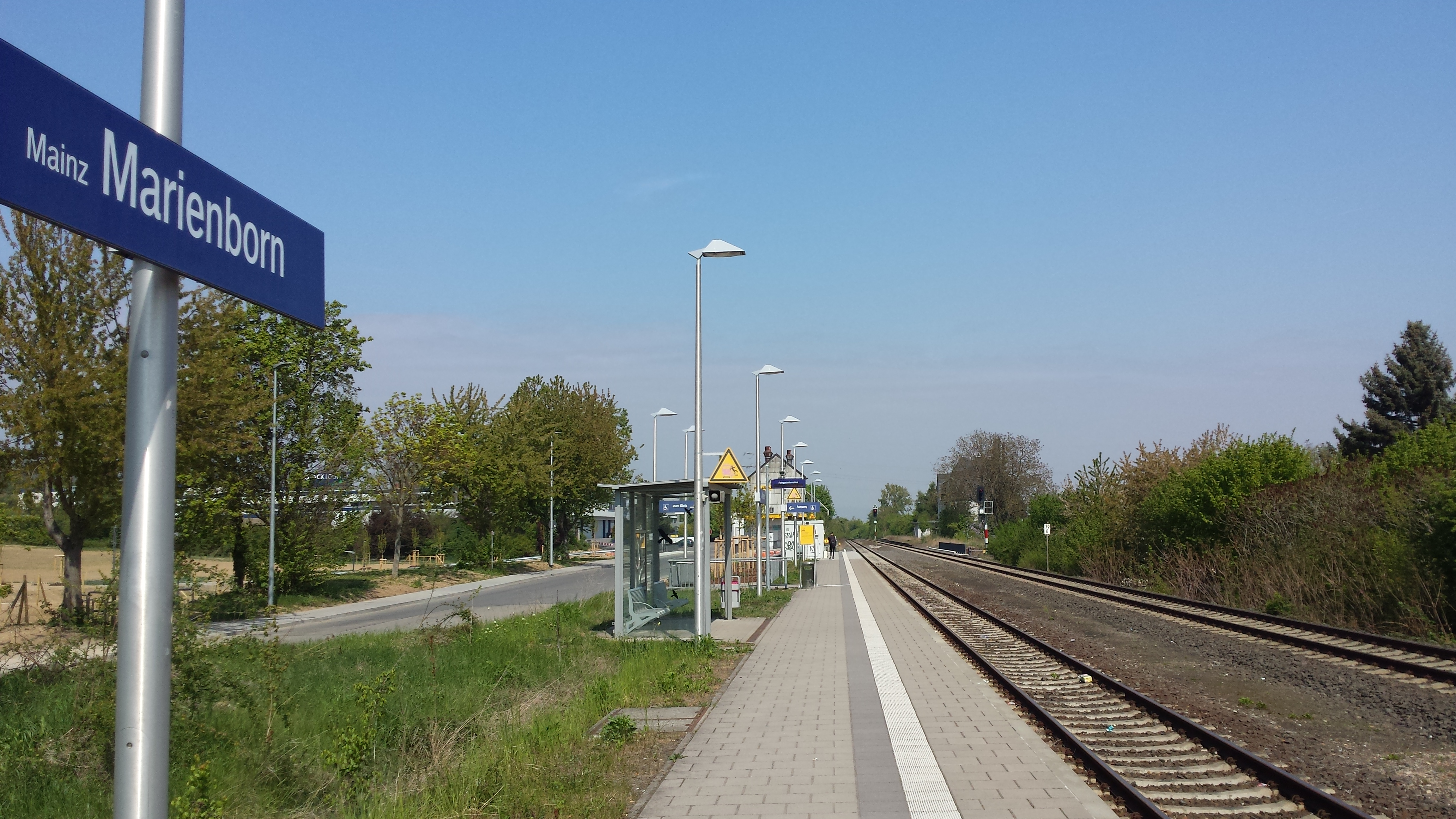
Moderner Bahnhof Mainz-Marienborn 2017
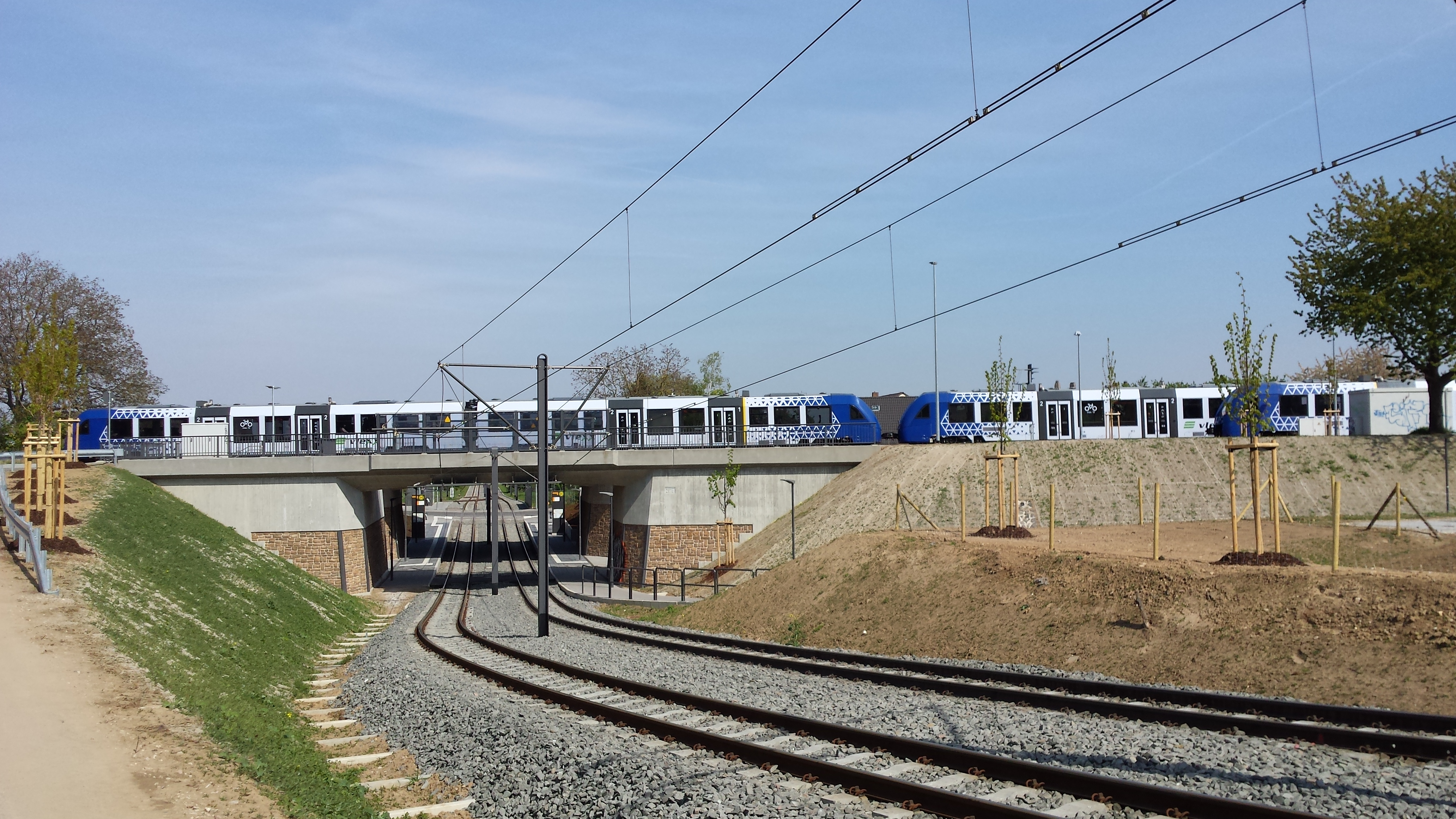
Marienborner Bahnhof, oben: Regionalzug der Strecke Mainz-Alzey, unten: Haltestelle der Mainzelbahn

## Söhne und Töchter des Ortes
- Andrew Kiefer (1832–1904), US-amerikanischer Politiker
- Werner Guballa (1944–2012), Weihbischof im Bistum Mainz

## Kultur und Sehenswürdigkeiten
Marienborn besitzt die beiden Denkmalzonen Historischer Dorfkern Marienborn und Im Winkel 2, bei Letzterer handelt es sich um eine Hofanlage aus dem 19. Jahrhundert. Zu den Einzeldenkmälern zählen neben der Wallfahrtskirche St. Stephan vor allem historische Wohnhäuser aus dem 18. und 19. Jahrhundert.